# 维特奈姆
维特奈姆（法語：Wittenheim，法語發音：[vitənaim] ⓘ；阿爾薩斯語： 或 [Wettena] 错误：{{Lang}}：無法辨識語言標籤 gsw-als（帮助）），法国东北部城市，大东部大区上莱茵省的一个市镇，隶属于米卢斯区，其市镇面积为19.01平方公里，2022年1月1日时人口数量为15,491人，是该省人口第四多的市镇，在法国城市中排名第636位。
维特奈姆位于上莱茵省中南部，米卢斯市区北郊，是米卢斯的一个近郊卫星城，亦因其境内历史上的钾盐矿而闻名。

## 地名来源
根据地名学家米歇尔·保罗·于尔邦（Michel Paul Urban）的论述，“Wittenheim”一名最初于公元829年以“Witanhaim”的形式被记载，意为“小山丘顶端的居民”。
维特奈姆所处区域历史上通行阿尔萨斯语，“Wittenheim”对应的阿尔萨斯语拼写为“Wittene”，其对应的读音为“[vįdənə]”；当地的双语路牌则将其标记为“Wettena”。1871至1918年间，维特奈姆被德意志帝国统治，当地官方使用与“Wittenheim”相同拼写的德语名称。
此外，因翻译标准不同，“Wittenheim”在部分汉语资料中又被译为维特内姆。

## 历史

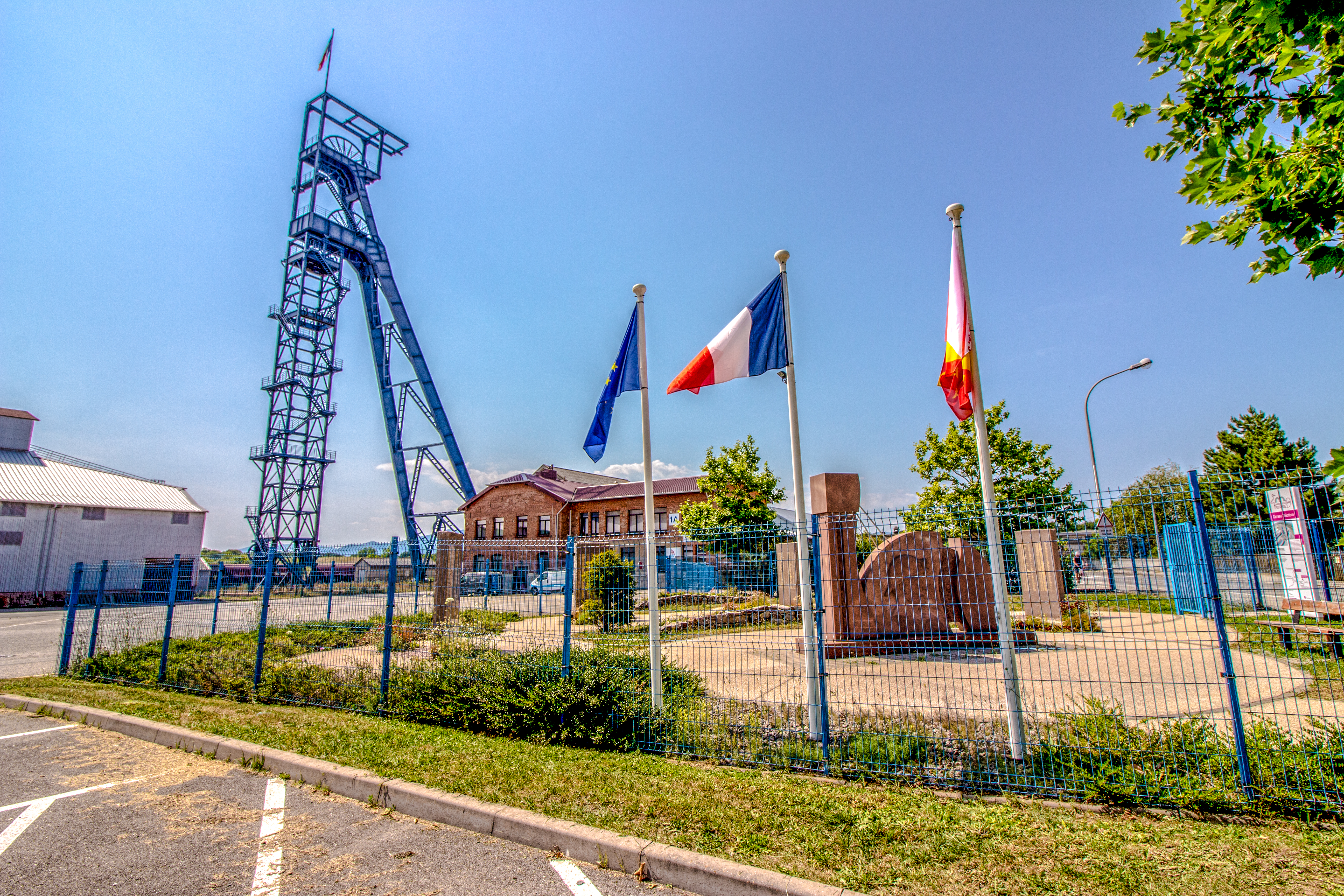
钾盐矿旧址

维特奈姆的早期历史尚不清楚。根据当地官方网站的论述，维特奈姆境内曾发现古罗马人的活动遗迹。公元829年，维特奈姆在一份手记中首次被提及。公元11世纪时，维特奈姆境内建成了一处城堡和一座小教堂。三十年战争期间，维特奈姆城堡被一支瑞典军队摧毁。1678年，根据《威斯特伐利亚和约》，维特奈姆及其所在的阿尔萨斯被划归法兰西王国，其中维特奈姆曾聚集了大批来自瑞士的居民。法国大革命后，维特奈姆成为上莱茵省的一个市镇，隶属于阿尔特基什区。1790至1794年间，Schoenensteinbach整体并入维特奈姆。普法战争结束后，维特奈姆及其所处的阿尔萨斯-洛林地区被划入德意志帝国，并被划入新设立的米尔豪森县。19世纪末，维特奈姆出现了数家纺织工厂。1904年，维特奈姆境内又发现钾盐资源并得到开采。工业发展使得维特奈姆的居民数量快速增加。一战结束后，阿尔萨斯-洛林地区根据《凡尔赛条约》重归法国，维特奈姆改属米卢斯区。第二次世界大战期间，维特奈姆被纳粹德军占领。二战末期，维特奈姆遭到严重破坏，一颗遗留于镇中心的炸弹于1945年2月2日发生爆炸，致使当地钟楼发生坍塌。战后，法国多个工业城市组织帮助维特奈姆恢复重建。20世纪70年代，受经济危机影响，维特奈姆境内的工厂及矿井相继关闭。与此同时，得益于米卢斯的城市扩张，维特奈姆人口数量逐年增加，当地新建了多处商业和居民区。

## 地理

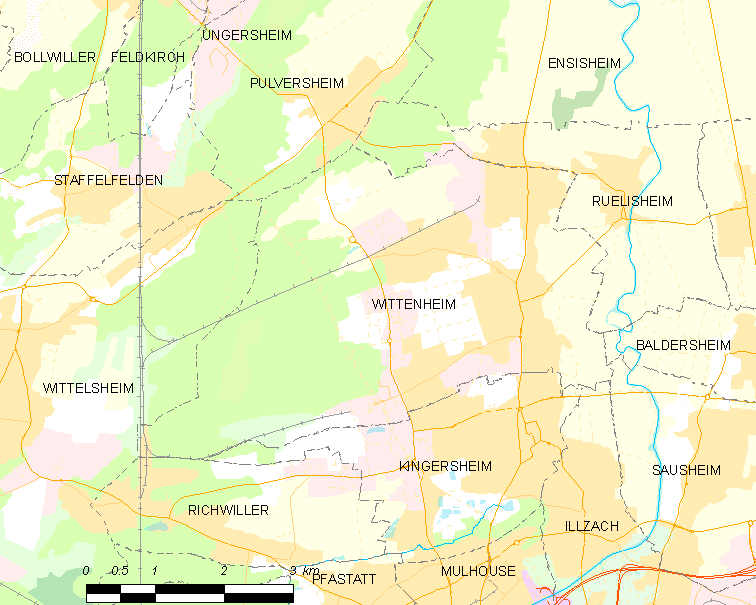
维特奈姆市镇范围地图

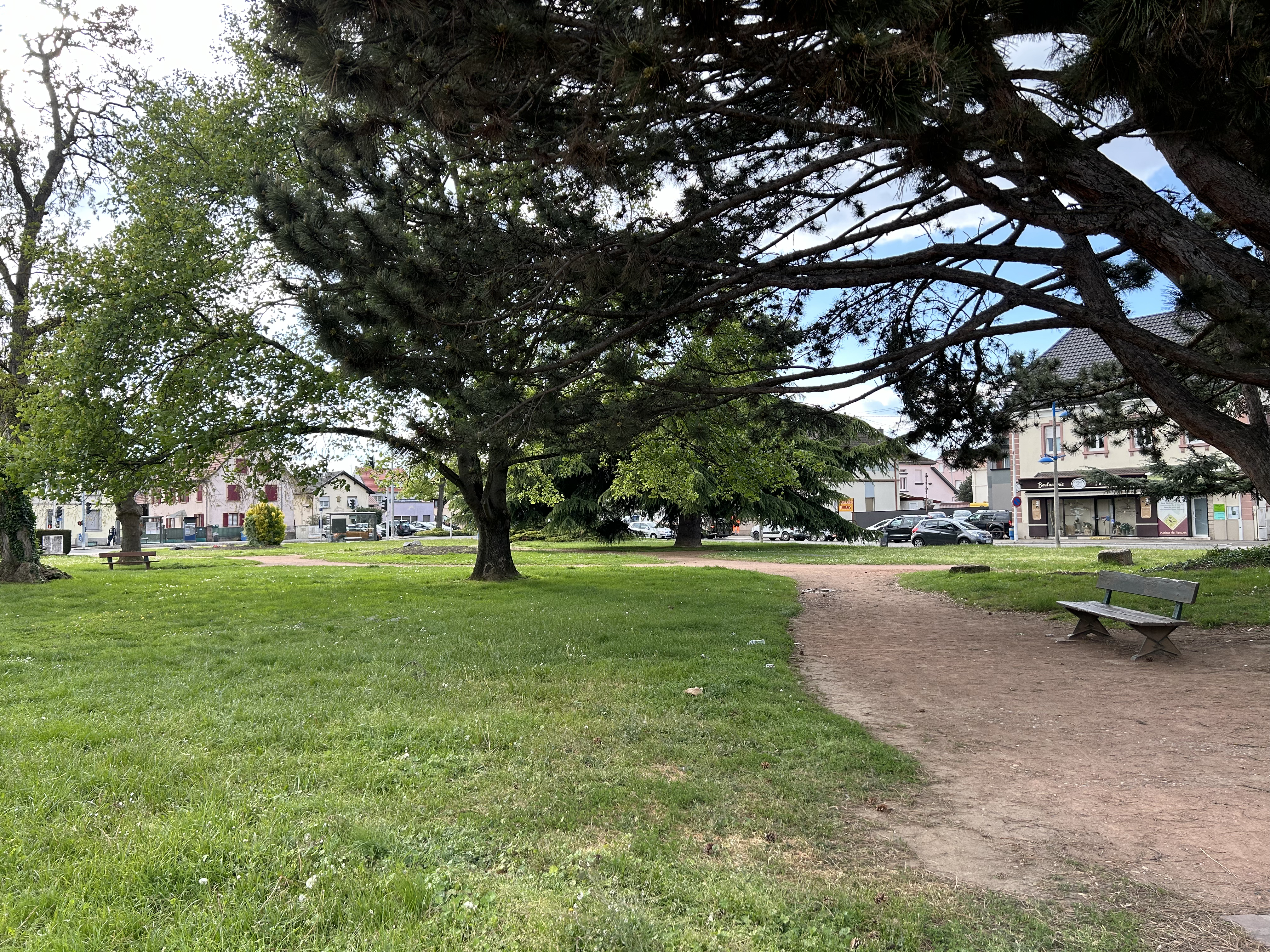
梯也尔广场上的绿地

维特奈姆位于法国东北部，大东部大区东南部和上莱茵省中南部，距离省会科尔马大约32公里。与维特奈姆接壤的市镇包括：巴尔德赛姆、京格赛姆、皮尔沃赛姆、吕利赛姆、维特尔赛姆、里什维莱尔、索赛姆和伊尔扎克。

### 地形
维特奈姆位于阿尔萨斯平原南部腹地，境内以平原为主，市镇中心地势较为平坦，全境海拔在223到254米之间。

### 水文
维特奈姆位于莱茵河流域范围内，伊尔河自南向北流经市镇东部，其左岸支流多莱尔溪亦从市区东部经过。

### 植被
维特奈姆属于温带阔叶混交林区，林地广泛分布于河流附近及市镇范围西部，勒拉巴尔加拉公园（Parc du Rabbargala）、梯也尔广场（Place de Thiers）等是当地主要的城市绿地。
在鲜花城市的评比中，维特奈姆被评为2星级鲜花城市。

### 气候
维特奈姆在柯本气候分类法中属于带有大陆性气候特征的温带海洋性气候（Cfb）。
距离维特奈姆最近的常年气象站位于米卢斯境内，以下为该气象站的数据（其中日照数据取自科尔马气象站）：
| 米卢斯 1981年－2019年 | 米卢斯 1981年－2019年 | 米卢斯 1981年－2019年 | 米卢斯 1981年－2019年 | 米卢斯 1981年－2019年 | 米卢斯 1981年－2019年 | 米卢斯 1981年－2019年 | 米卢斯 1981年－2019年 | 米卢斯 1981年－2019年 | 米卢斯 1981年－2019年 | 米卢斯 1981年－2019年 | 米卢斯 1981年－2019年 | 米卢斯 1981年－2019年 | 米卢斯 1981年－2019年 |
| 月份                  | 1月                   | 2月                   | 3月                   | 4月                   | 5月                   | 6月                   | 7月                   | 8月                   | 9月                   | 10月                  | 11月                  | 12月                  | 全年                  |
| --------------------- | --------------------- | --------------------- | --------------------- | --------------------- | --------------------- | --------------------- | --------------------- | --------------------- | --------------------- | --------------------- | --------------------- | --------------------- | --------------------- |
| 历史最高温 °C（°F）   | 18.3 (64.9)           | 21.9 (71.4)           | 26.1 (79.0)           | 30 (86)               | 33.3 (91.9)           | 37.6 (99.7)           | 38.9 (102.0)          | 39.4 (102.9)          | 34.1 (93.4)           | 29.6 (85.3)           | 24.3 (75.7)           | 19.9 (67.8)           | 39.4 (102.9)          |
| 平均高温 °C（°F）     | 4.6 (40.3)            | 6.6 (43.9)            | 11.5 (52.7)           | 15.6 (60.1)           | 20.2 (68.4)           | 23.6 (74.5)           | 26 (79)               | 25.7 (78.3)           | 21.1 (70.0)           | 15.7 (60.3)           | 9 (48)                | 5.4 (41.7)            | 15.4 (59.7)           |
| 日均气温 °C（°F）     | 1.7 (35.1)            | 2.8 (37.0)            | 6.7 (44.1)            | 10.1 (50.2)           | 14.6 (58.3)           | 17.9 (64.2)           | 20 (68)               | 19.6 (67.3)           | 15.7 (60.3)           | 11.2 (52.2)           | 5.7 (42.3)            | 2.7 (36.9)            | 10.7 (51.3)           |
| 平均低温 °C（°F）     | −1.2 (29.8)           | −0.9 (30.4)           | 2 (36)                | 4.7 (40.5)            | 9.1 (48.4)            | 12.1 (53.8)           | 14 (57)               | 13.5 (56.3)           | 10.3 (50.5)           | 6.7 (44.1)            | 2.3 (36.1)            | 0 (32)                | 6.1 (43.0)            |
| 历史最低温 °C（°F）   | −20.2 (−4.4)          | −21.5 (−6.7)          | −17.2 (1.0)           | −6.3 (20.7)           | −3.1 (26.4)           | 0.9 (33.6)            | 4.3 (39.7)            | 4 (39)                | −0.6 (30.9)           | −6.7 (19.9)           | −13.4 (7.9)           | −19 (−2)              | −21.5 (−6.7)          |
| 平均降水量 mm（）     | 60.8 (2.39)           | 52.8 (2.08)           | 56.2 (2.21)           | 52.4 (2.06)           | 80.3 (3.16)           | 70.2 (2.76)           | 68.5 (2.70)           | 64.1 (2.52)           | 70.5 (2.78)           | 75.1 (2.96)           | 57.2 (2.25)           | 80.6 (3.17)           | 788.7 (31.05)         |
| 月均日照時數          | 71.8                  | 97                    | 144.7                 | 180.2                 | 201.5                 | 225.5                 | 239.2                 | 223.6                 | 170.7                 | 116.9                 | 70.5                  | 57.5                  | 1,799.1               |
| 来源：infoclimat      |                       |                       |                       |                       |                       |                       |                       |                       |                       |                       |                       |                       |                       |

## 行政区划
维特奈姆的市镇编号为68376，邮政编号为68270。
在行政管理方面，维特奈姆隶属于法国大东部大区上莱茵省米卢斯区；在地方选举方面，维特奈姆是维特奈姆县的中央投票站所在地，其市镇范围全境被划入上莱茵省第六选区；在社会管理方面，维特奈姆是米卢斯阿尔萨斯城市圈公共社区的组成部分。
维特奈姆市镇被划为四个街区，并实行街区自治制度。截至2024年4月，维特奈姆市镇范围内的马克斯坦-拉福雷（Markstein - La Forêt）街区为城市政策优先街区。
法国国家统计与经济研究所（简称）在进行数据统计时，将维特奈姆及相邻的另外19个市镇设为米卢斯城市核心区，并将包括核心区在内的周边共60个市镇划为米卢斯城市区。自2020年起，米卢斯城市区被包含132个市镇的米卢斯城市辐射区代替。此外，还将维特奈姆市镇分为了6个“块区”（IRIS），以便于统计人口分布情况。

## 交通

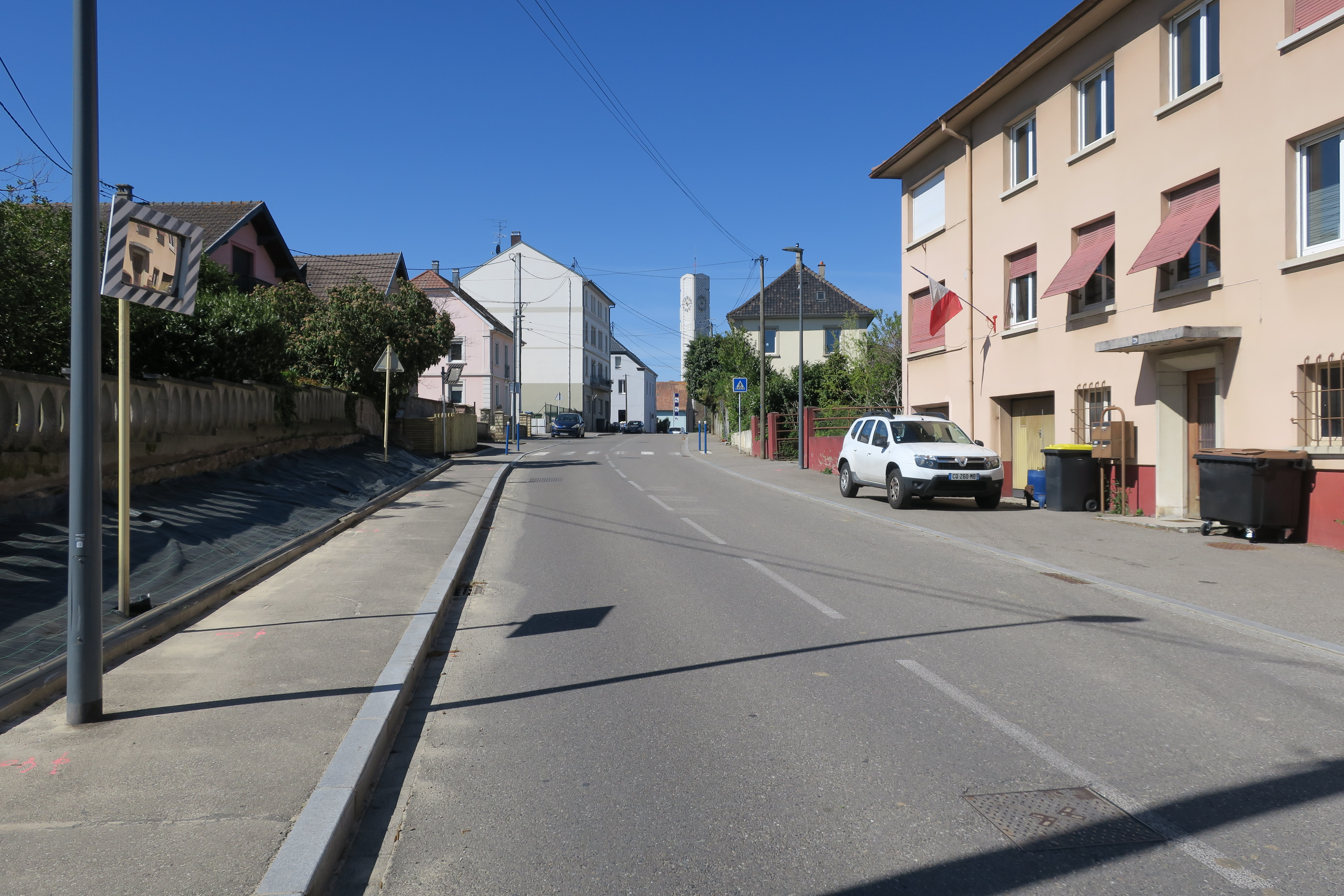
连接维特奈姆的省道D20II线

### 公路
上莱茵省省道D20线、D20II线、D430线和D531线在维特奈姆境内交汇。
| D2 | 10 |

| 18 | 5 |

| 科尔马 | 32 |

| 恩西赛姆 | 6.7 |

| 米卢斯 | 8 |

| 伊尔扎克 | 3.9 |

| 法斯塔特 | 6.6 |

| 京格赛姆 | 2.6 |

2020年，83.9%的维特奈姆家庭拥有至少一辆私人汽车。2021年，维特奈姆境内共发生各类交通事故6起，造成8人受伤，其中2人重伤。

### 铁路
斯特拉斯堡—圣路易铁路经过维特奈姆市区西界但未设站。
维特奈姆距离米卢斯站大约8公里，该站停靠前往巴黎、尼斯、蒙彼利埃、法兰克福、苏黎世的高速列车，以及前往巴黎、斯特拉斯堡、巴塞尔、贝尔福、米尔海姆和克吕特等方向的区域列车

### 航空
维特奈姆距离巴塞尔-米卢斯-弗赖堡欧洲机场的公路里程大约30公里。

### 城市公共交通
维特奈姆是米卢斯城市公共交通（商业名称为“Soléa”）的服务范围，后者为米卢斯阿尔萨斯城市圈公共社区的公共交通系统。截至2024年4月，该系统共包括三条有轨电车线路和数十条公交线路，其中公交C4线、8路、15路和城际公交54路经过维特奈姆市区并设站。

## 政治

### 市政内阁

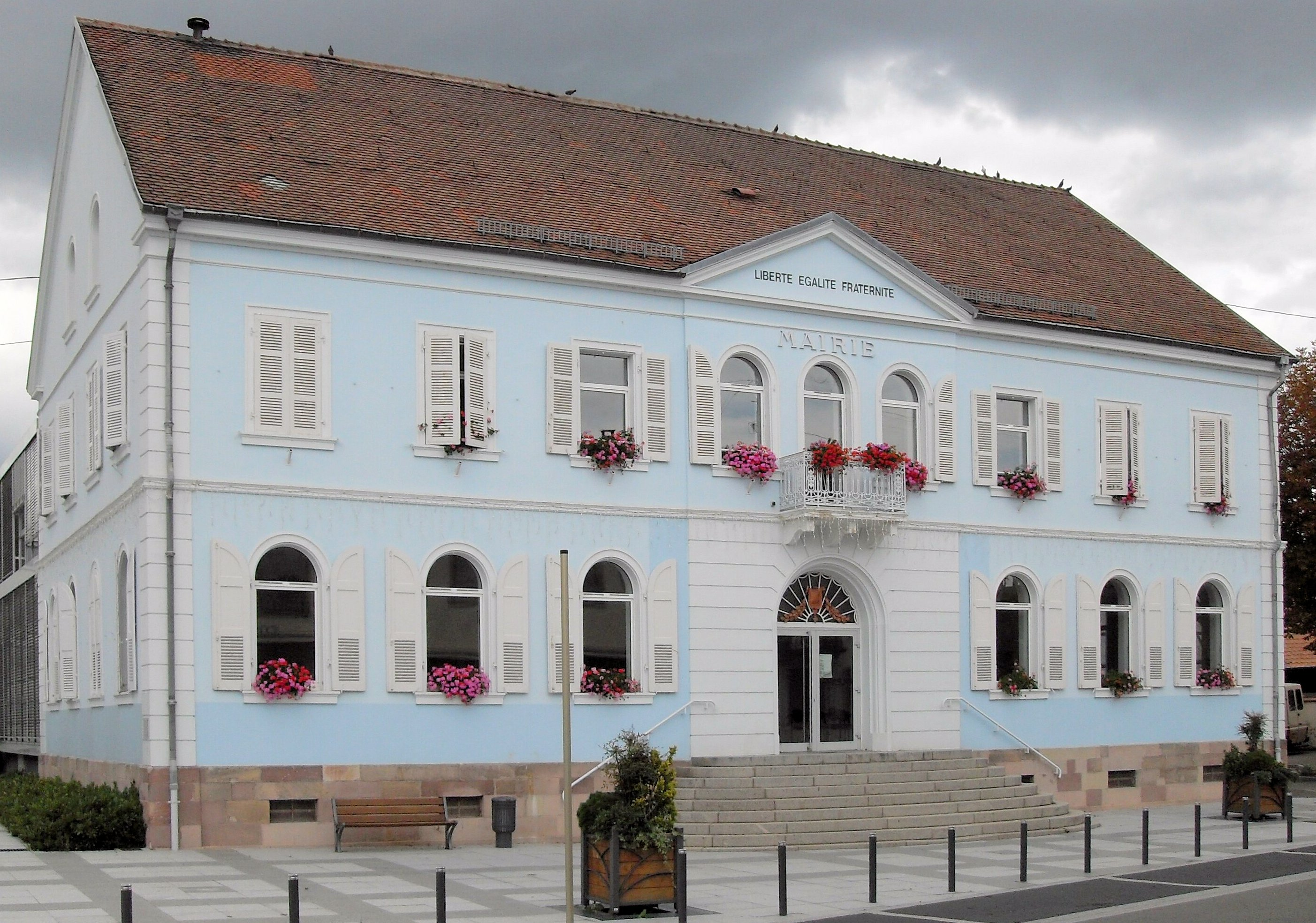
维特奈姆市政厅

维特奈姆的现任市长为安托万·奥梅先生（Antoine HOMÉ），他是社会党的一名成员，在2020年的市政选举中获得了59.00%的支持率。
| 维特奈姆历届市长   | 维特奈姆历届市长                       | 维特奈姆历届市长     |
| 任期               | 市长                                   | 党派                 |
| ------------------ | -------------------------------------- | -------------------- |
| 1945年2月至10月    | Chrétien BAECHER 克雷蒂安·贝歇尔       | 不详                 |
| 1945年10月－1947年 | Edmond GOETSCHY 埃德蒙·戈奇            | SFIO工人国际法国支部 |
| 1947年－1965年     | Constant RICHERT 康斯坦·里谢尔         | 不详                 |
| 1965年－1977年     | Émile ADELBRECHT 埃米尔·阿德尔布雷希特 | 不详                 |
| 1977年－1983年     | Bernard REIMERINGER 贝尔纳·赖梅林格    | PS社会党             |
| 1983年－1989年     | Antoine GISSINGER 安托万·吉辛格        | RPR保衛共和聯盟      |
| 1989年－2001年3月  | Roger ZIMMERMANN 罗歇·齐默尔曼         | PS社会党             |
| 2001年3月至12月    | Paul ZIMMERMANN 保罗·齐默尔曼          | PS社会党             |
| 2002年－           | Antoine HOMÉ 安托万·奥梅               | PS社会党             |

### 各级选举
| 维特奈姆历届投票选举结果 | 维特奈姆历届投票选举结果 | 维特奈姆历届投票选举结果 | 维特奈姆历届投票选举结果 | 维特奈姆历届投票选举结果         | 维特奈姆历届投票选举结果 | 维特奈姆历届投票选举结果 | 维特奈姆历届投票选举结果       | 维特奈姆历届投票选举结果 | 维特奈姆历届投票选举结果 |
| 选举项目                 | 选举范围                 | 选区单位                 | 选区单位内的选举结果     | 选区单位内的选举结果             | 选区单位内的选举结果     | 选区单位内的选举结果     | 选区单位内的选举结果           | 选区单位内的选举结果     | 参考资料                 |
| 选举项目                 | 选举范围                 | 选区单位                 | 第一轮胜出者             | 第一轮胜出者                     | 支持率                   | 第二轮胜出者             | 第二轮胜出者                   | 支持率                   | 参考资料                 |
| ------------------------ | ------------------------ | ------------------------ | ------------------------ | -------------------------------- | ------------------------ | ------------------------ | ------------------------------ | ------------------------ | ------------------------ |
| 2017年法國總統選舉       | 法國                     | 市镇                     |                          | 玛丽娜·勒庞                      | 35.24%                   |                          | 玛丽娜·勒庞                    | 51.39%                   | [ 30 ]                   |
| 2017年法国立法选举       | 上莱茵省第六选区         | 市镇                     |                          | 布吕诺·富克斯                    | 26.37%                   |                          | 布吕诺·富克斯                  | 54.04%                   | [ 30 ]                   |
| 2019年欧洲议会选举       | 法國                     | 市镇                     |                          | 若尔丹·巴尔代拉                  | 37.58%                   | （不适用）               | （不适用）                     | （不适用）               | [ 32 ]                   |
| 2021年法国省级选举       | 上莱茵省                 | 县                       |                          | 玛丽-弗朗斯·瓦拉 皮埃尔·福格特   | 33.9%                    |                          | 玛丽-弗朗斯·瓦拉 皮埃尔·福格特 | 62.14%                   | [ 33 ]                   |
| 2021年法国省级选举       | 上莱茵省                 | 市镇                     |                          | 妮科尔·卡尔坎-若斯特 安托万·奥梅 | 34.26%                   |                          | 玛丽-弗朗斯·瓦拉 皮埃尔·福格特 | 59.96%                   | [ 33 ]                   |
| 2021年法国大区选举       | 大東部大區               | 市镇                     |                          | 洛朗·雅各贝利                    | 26.1%                    |                          | 洛朗·雅各贝利                  | 36.87%                   | [ 34 ]                   |
| 2022年法国总统选举       | 法國                     | 市镇                     |                          | 玛丽娜·勒庞                      | 34.24%                   |                          | 玛丽娜·勒庞                    | 56.08%                   | [ 30 ]                   |
| 2022年法国立法选举       | 上莱茵省第六选区         | 市镇                     |                          | 克丽丝泰勒·里茨                  | 33.13%                   |                          | 克丽丝泰勒·里茨                | 54.87%                   | [ 30 ]                   |

## 人口
2021年，维特奈姆市镇人口数量为15,262，在法国排名第636位。其中男性7,231人，女性7,834人，75岁及以上人口占8.7%，外籍人口数量不详，人口密度为803人/平方公里，当地居民被称为（男性）或（女性）。2022年，维特奈姆境内出生148人，死亡人口171人。
| 维特奈姆1900年－2021年人口变化情况 |
|                                    |
| 数据来源：Cassini、INSEE           |

## 经济

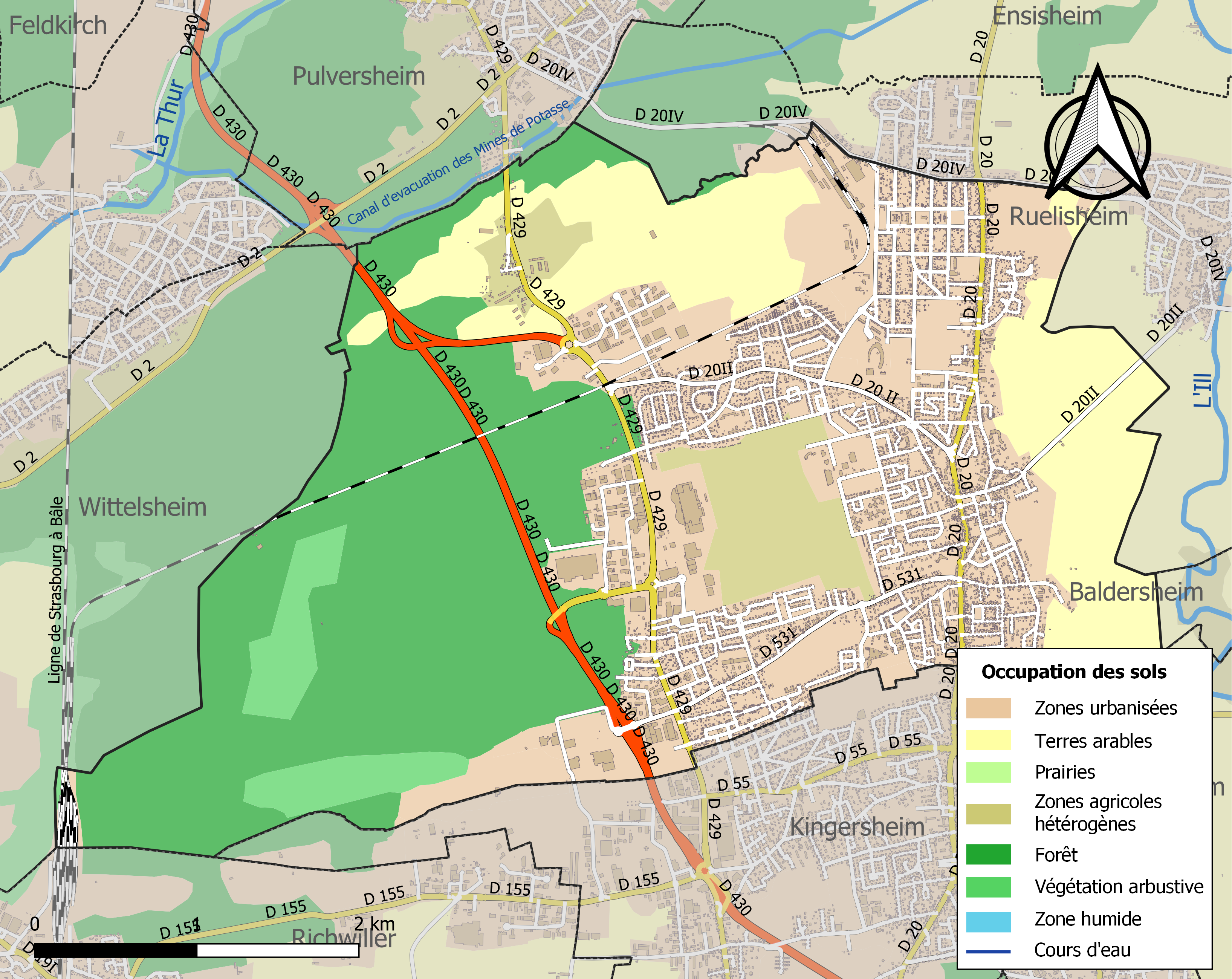
维特奈姆土地利用情况地图

维特奈姆是一个区域性的中心城市，也是米卢斯的一个卫星城。截至2024年4月，维特奈姆市镇范围内共有各类用人单位（包含自雇）1,773家，平均历史为15年，其中99.35%为中小型企业（PME），2024年2月至4月间，当地的经济活力指数为0.17%。（商业设备批发）、（电子设备批发）及（照明设备批发）是当地2021年营业额最高的三个企业，分别为83,811,005欧元、44,217,230欧元和29,345,164欧元。

## 财政与居民收入
2022年，维特奈姆的财政收入总额为14,754,500欧元，财政支出总额为14,347,100欧元，当年的债务总额为8,176,850欧元。2022年，维特奈姆市镇通过增值税获得697,550欧元的收入，此外当地还共获得了195,610欧元的国家直接财政补助。
| 维特奈姆居民收入情况                             | 维特奈姆居民收入情况 | 维特奈姆居民收入情况  | 维特奈姆居民收入情况 |
| 内容                                             | 维特奈姆             | 法国                  | 统计年份             |
| ------------------------------------------------ | -------------------- | --------------------- | -------------------- |
| 征税家庭总数                                     | 6,179                | 1,081（法国市镇平均） | 2022年               |
| 居民平均月收入                                   | 2,089欧元            | 2,435欧元             | 2022年               |
| 高级职员人均月收入                               | 3,371欧元            | 4,331欧元             | 2021年               |
| 中级职员人均月收入                               | 2,353欧元            | 2,470欧元             | 2021年               |
| 普通职员人均月收入                               | 1,686欧元            | 1,801欧元             | 2021年               |
| 贫困率                                           | 15%                  | 14.5%                 | 2020年               |
| 青壮年（15至64岁）失业率                         | 13.7%                | 7.4%                  | 2020年               |
| 征税家庭数量占比                                 | 43.5%                | 45.5%                 | 2020年               |
| 家庭年均纳税                                     | 2,673欧元            | 4,393欧元             | 2022年               |
| 资料来源：INSEE、L'Internaute、Le Journal du Net |                      |                       |                      |

## 社会事务

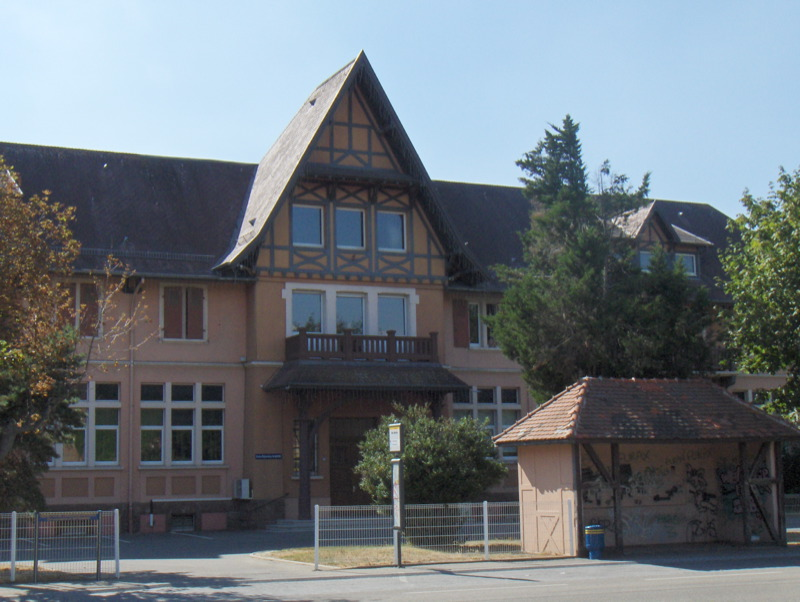
维特奈姆的一所学校

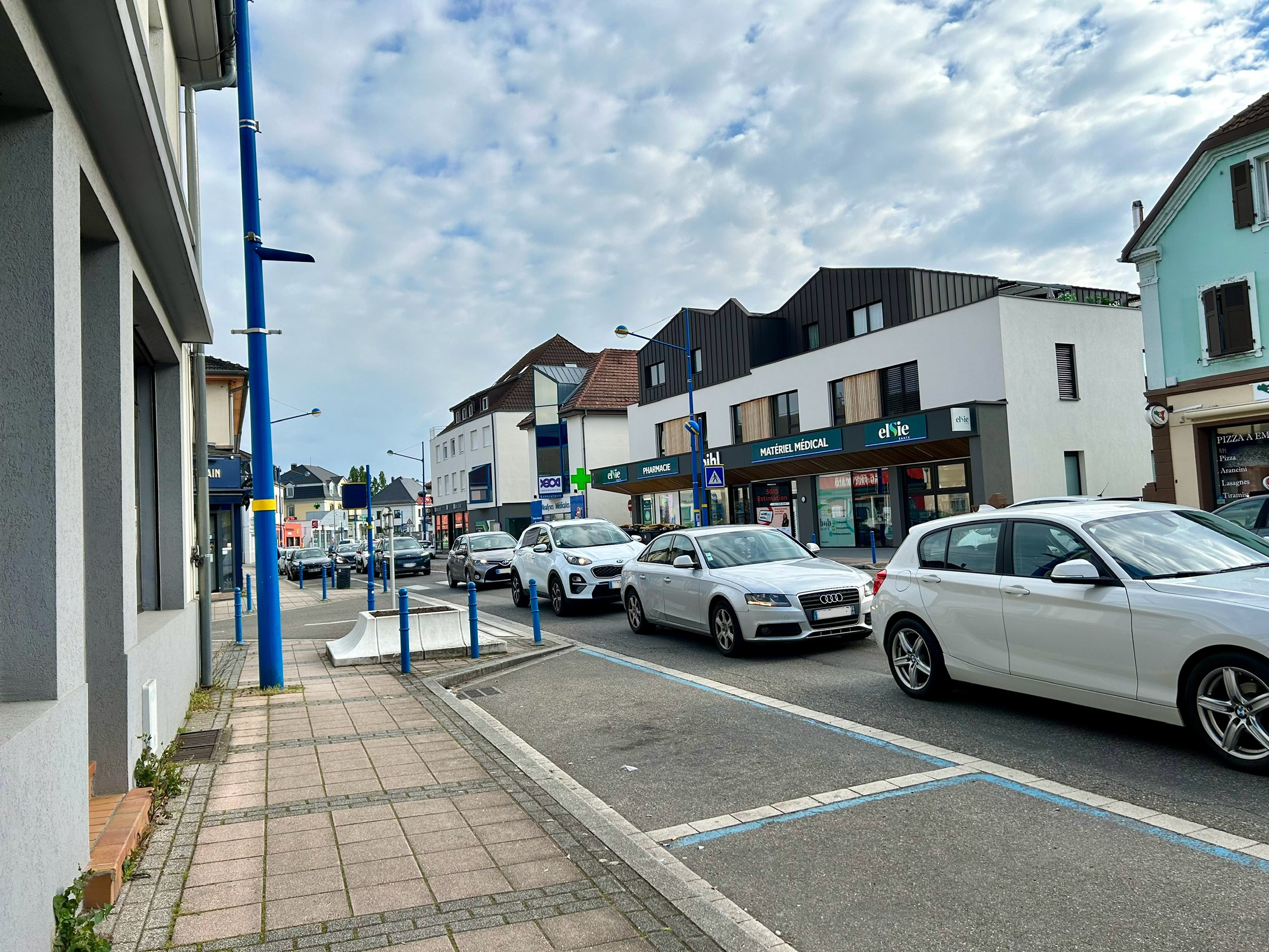
维特奈姆镇中心的京格赛姆街

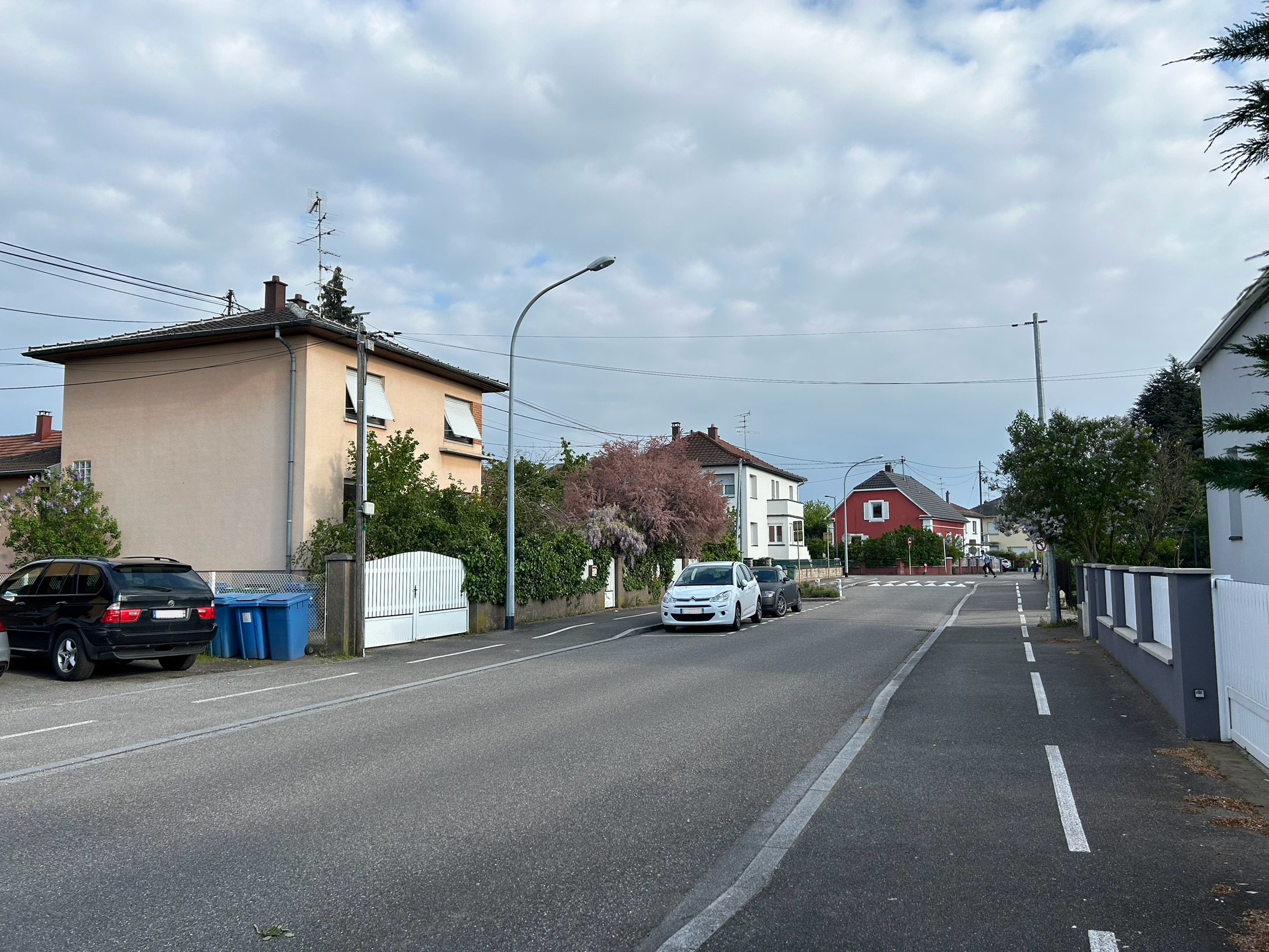
塔西尼元帅街附近的街区

### 教育
维特奈姆属于斯特拉斯堡学区。截至2021年1月1日，维特奈姆境内共有5所幼儿园、5所小学、2所初级中学、1所普通高中和1所职业高中。2022至2023学年度，维特奈姆境内共有在校中等教育阶段学1,565名。

### 医疗
截至2021年1月1日，维特奈姆境内共有全科医生10名、保健师12名、牙医5名、护士17名、眼科医生3名、助产士1名和妇科医生1名。境内共有药房4家、养老院1家、残疾人帮扶中心2家。
距离维特奈姆最近的区域性医疗机构为“米卢斯-南阿尔萨斯地区医疗集团”（Groupe Hospitalier de la région de Mulhouse et Sud Alsace），其主病区埃米尔·穆勒医院（Hôpital Emile Muller）位于米卢斯市区南部，距离维特奈姆市区的正常车程大约18分钟，该院设有床位961个，是上莱茵省规模最大的公立综合性医院。

### 住房
2020年，维特奈姆境内共有各类住房6,740套，其中59.0%为独立式住宅，40.9%为集中式住宅。常住房屋占维特奈姆市镇范围内居民建筑总量的93.7%。
在住房保障政策方面，2022年，维特奈姆境内共有1,048户家庭获得了住房经济补助，受益人数占总人口数量的6.9%，其中972份为房租补助。

### 商业
2021年，维特奈姆境内共有各类实体商铺365家，其中餐厅53家、大型超市6家、杂货店3家、面包房11家、肉铺4家、书店3家、装饰品店2家、银行门店6家、美容美发店28家、汽车维修店31家。维特奈姆镇中心建有一家Super U超市，市区西部建有Shop'in Witty商业中心，有Cora、Conforama、Lidl等购物商场。

### 体育
2021年，维特奈姆境内共有7间体育馆、1座综合体育场、8处网球场、7处足球或橄榄球场以及2处篮球或排球场。
截至2024年4月，维特奈姆境内共有两家注册足球俱乐部。维特奈姆体育会（US Wittenheim，编号500200）是当地的代表性足球队，成立于1913年，其主队2023至2024赛季参加大东部大区足球联赛乙组（法国第七级别），其主场为皮埃尔·顾拜旦球场（Stade Pierre Coubertin）。

### 环境
维特奈姆的环境事务由其所属的米卢斯阿尔萨斯城市圈公共社区联合各级政府协调负责。2021年，维特奈姆境内共有1家污染企业。

### 治安
2021年，维特奈姆市镇范围内共有1处派出所。
维特奈姆-京格赛姆警区（zone police de Wittenheim Kingersheim）的管辖范围共包括两个市镇。2020年，该警区累计记录各类案件842起，其中盗窃类案件315起，经济类案件114起，毒品交易类案件98起。

## 文化

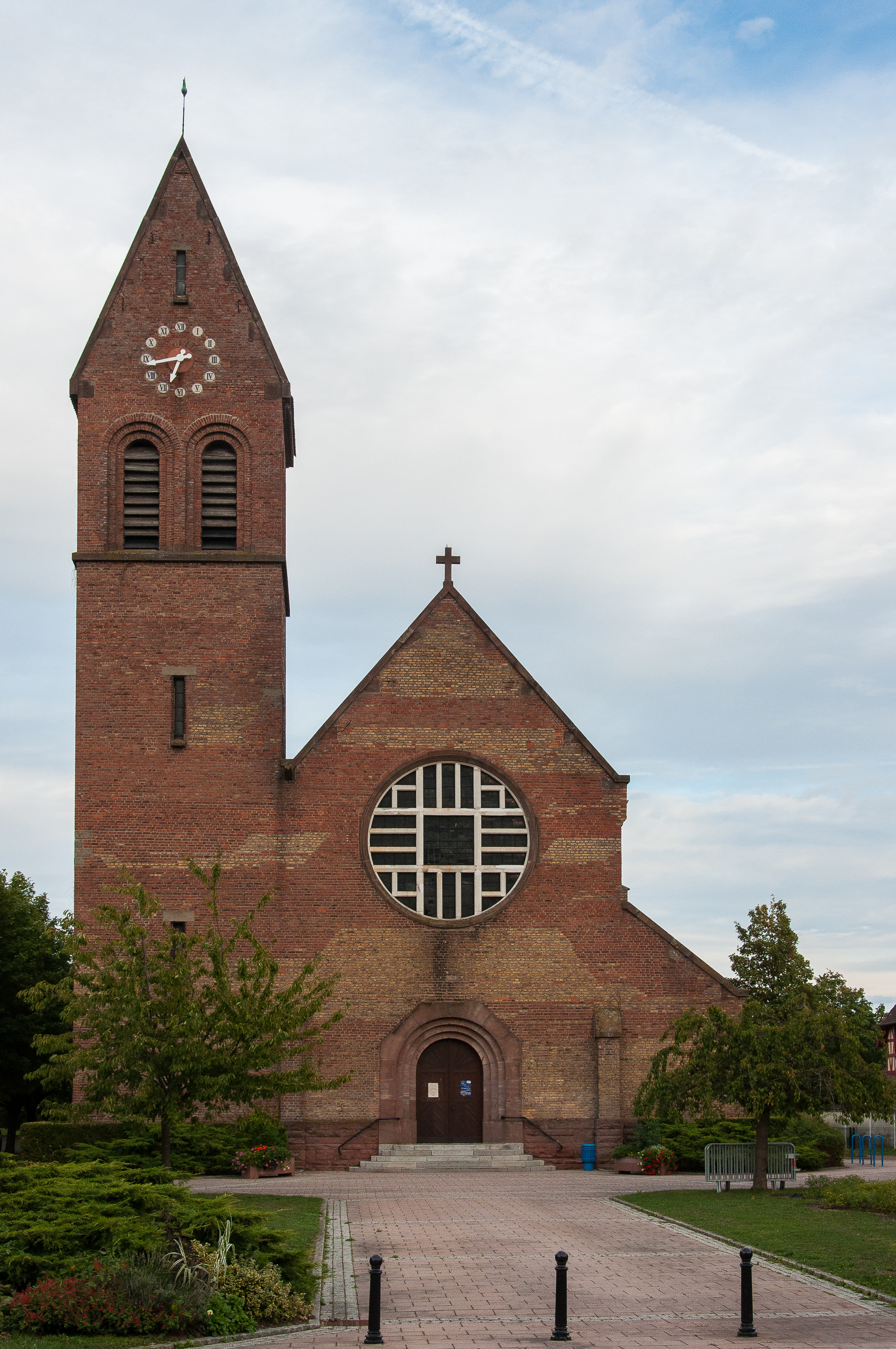
圣巴尔布教堂

2021年，维特奈姆境内共有1家电影院。维特奈姆境内建有保罗·茨温格尔斯坦多媒体中心（Médiathèque Paul Zwingelstein），每周一至六向公众开放。

### 建筑
维特奈姆境内有多处历史建筑，其中圣巴尔布教堂、泰奥多尔矿井遗址等为法国国家文物保护单位。

### 旅游
维特奈姆的旅游事务由其所属的米卢斯阿尔萨斯城市圈公共社区联合各级政府协调负责。2023年，维特奈姆境内共有1家酒店共计37间房间。

### 媒体
法国主要的媒体均可在维特奈姆接收，法国电视三台下属的大东部大区频道在部分时段播出维特奈姆所在上莱茵省的地方新闻。《阿尔萨斯报》、《阿尔萨斯最新消息》、阿尔萨斯电视台、蓝色法兰西阿尔萨斯广播等是当地主要的地方性媒体。

## 相关人物
法国演员朱利安·鲍姆加特纳出生于维特奈姆。

## 友好城市
截至2024年4月，维特奈姆共与一座城市建立了友好城市关系：
- 马恩河谷省 丰特奈苏布瓦（1970年）

丰特奈苏布瓦政府在二战后决定与维特奈姆结谊，并为当地的重建工程提供了大量资金和人力帮助，作为感谢，维特奈姆镇中心的一条街道被命名为“Rue de Fontenay-sous-Bois”。